# Atanatolica moselyi
Atanatolica moselyi är en nattsländeart som beskrevs av Donald G. Denning och Ralph W. Holzenthal 1988. Atanatolica moselyi ingår i släktet Atanatolica och familjen långhornssländor. Inga underarter finns listade i Catalogue of Life.